# Сюгиров, Санан Вячеславович
Сана́н Вячесла́вович Сюги́ров (род. 31 января 1993, Элиста) — венгерский, ранее российский шахматист, гроссмейстер (2009). Гроссмейстер России (30 октября 2012). Бронзовый призёр чемпионата Европы (2018).
Заслуженный работник физической культуры Республики Калмыкия.

## Карьера

### 2003—2008
Победитель чемпионата мира в своей возрастной категории (2003 и 2007).
Двукратный победитель чемпионате Европы в своей возрастной категории (2004, 2005 и 2007).
В 2008 году Сюгиров выиграл чемпионат России до 20 лет и турнир First Saturday в Будапеште.
Тренерами Санана Сюгирова были Юрий Якович и Андрей Зонтах.

### 2009—2011
В 2009 году, выиграв Высшую лигу, квалифицировался в Суперфинал чемпионата России, став самым молодым участником. Набрал 3 очка из 9.
Выступал за команду «Россия 4» на 1-й доске на шахматной олимпиаде 2010 в Ханты-Мансийске, где победил Магнуса Карлсена.
Разделил 1-е место с Дмитрием Андрейкиным на юношеском чемпионате мира 2010, заняв 2-е место после тай-брейка.
Завоевал серебряную медаль на чемпионате Европы по быстрым шахматам 2011 в Варшаве, разделил 2—8 места.

### 2012—2018

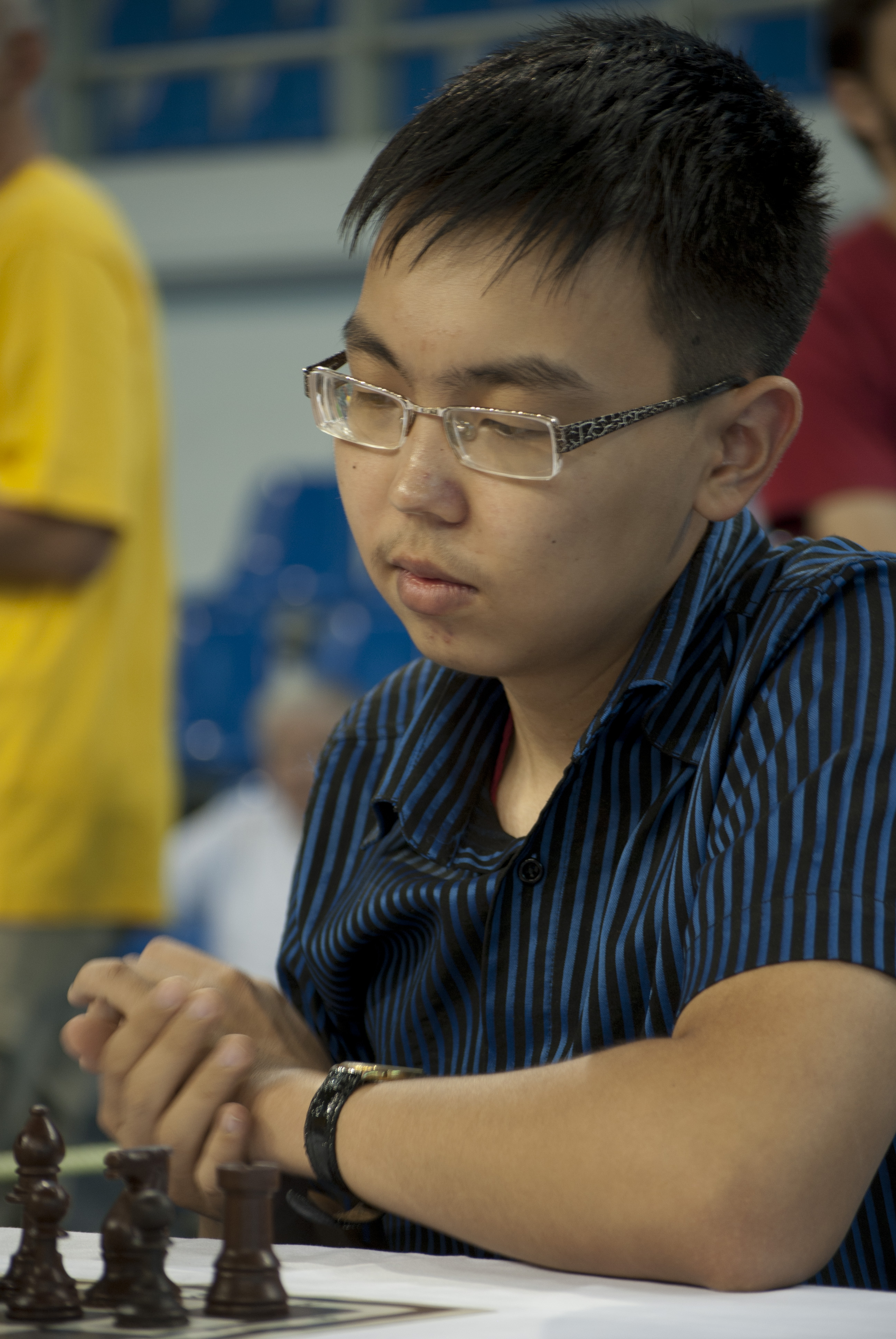
В 2010 году

В 2012 году он выиграл круговой турнир Casino de Barcelona в Барселоне с результатом 7 из 9.
В 2013 году Сюгиров выиграл 29-й Cappelle-la-Grande Open после тай-брейка с результатом 7 из 9.
В 2014 году он выиграл Мемориал Льва Полугаевского в Самаре после тай-брейка с Алексеем Гогановым. Стал победителем чемпионата мира среди студентов в Катовице. Занял 4-е место на сильном Qatar Masters Open, уступив Ю Янъи, Анишу Гири и Владимиру Крамнику.
В августе 2015 года выиграл блиц-турнир Abu Dhabi Masters, набрав 9½ из 11. В октябре выиграл 1-й чемпионат университетов Европы в Ереване, играя за Уральский государственный горный университет. Смог выиграть командную золотую медаль. В декабре принял участие во 2-м турнире Qatar Masters Open, где разделил 3-е место с Владимиром Крамником, Сергеем Карякиным, Ни Хуа и Василием Иванчуком , заняв 5-е место по результатам тай-брейка.
В марте 2016 года разделил 3–10 места в турнире Аэрофлот Опен, заняв 4-е место после тай-брейке.
В Аэрофлот Опен 2017 разделил 1—2 места с Даниилом Дубовым в Высшей лиге России в Сочи.
В 2018 году набрал 8 из 11 на индивидуальном чемпионате Европы.

### 2022
В марте 2022 года выиграл круговой турнир в Белграде с четырьмя победами и пятью ничьими.
В июле выиграл высшую лигу чемпионата России с результатом 6,5 очков из 9, опередив на тай-брейке Владислава Артемьева. Этот результат дал ему право на выход в суперфинал чемпионата России 2022.
1 апреля 2022 года достиг самого высокого рейтинга в своей карьере — 2696. Занял 39-е место в мире и 7-е среди российских шахматистов.
В сентябре финишировал 2-м на тай-брейке Суперфинала, разделив по очкам (7 из 11: +3-0=10) 1-е место с Даниилом Дубовым.
С 24 августа 2023 года выступает за Венгрию.

## Таблица результатов

### Классика
| Год  | Город          | Турнир                | + | − | = | Результат | Место | Ист.   |
| ---- | -------------- | --------------------- | - | - | - | --------- | ----- | ------ |
| 2010 | Ханты-Мансийск | 37-я олимпиада        | 4 | 2 | 5 | 6½ из 11  |       |        |
| 2012 | Барселона      | Международный турнир  | 5 | 0 | 4 | 7 из 9    | 1     |        |
| 2018 | Батуми         | 19-й Чемпионат Европы | 5 | 0 | 6 | 8 из 11   | 3     |        |
| 2022 | Белград        | Международный турнир  | 4 | 0 | 5 | 6½ из 11  | 1     | [ 26 ] |

### Кубки мира
Сюгиров был участником 4-х Кубков мира.
| Год  | Место          | Результат                      | Победители           | Побеждённые противники |
| ---- | -------------- | ------------------------------ | -------------------- | ---------------------- |
| 2009 | Ханты-Мансийск | Выбыл в 1/64                   | Лоран Фрессине       |                        |
| 2015 | Баку           | Выбыл в предварительном раунде | Панаяппан Сетхураман |                        |
| 2019 | Ханты-Мансийск | Выбыл в 1/64                   | Теймур Раджабов      | Сандро Мареко          |
| 2021 | Сочи           | Выбыл в 1/64                   | Нихал Сарин          | Эльмер Пруденте        |

## Изменения рейтинга
| Графики недоступны из-за технических проблем. См. информацию на Фабрикаторе и на mediawiki.org. |

## Достижения
- Международный мастер с 2006 г.
- Первый гроссмейстерский балл выполнен в 2007 г.
- Двукратный чемпион мира среди юношей своего возраста (2003 и 2007 гг.).
- Трёхкратный чемпион Европы среди юношей (2004, 2005, 2007 гг.)
- Чемпион России среди юниоров (до 20 лет) 2008 года.
- Победитель Первенства России (до 10 лет) 2002 года.
- Победитель Первенства России (до 8 лет) 2001 года.
- Победитель и призёр международных турниров в России и на Украине.
- Бронзовый призер Чемпионата Европы 2018 года.